# Горай (Люблинское воеводство)
Горай (пол. Goraj) — город в Билгорайском повете Люблинского воеводства Польши. Административный центр гмины Горай. По данным переписи 2011 года, в нём проживало 968 человек.

## География
Город расположен на юго-востоке Польши, в пределах северо-западной части Расточья, на правом берегу реки Бяла-Лада, на расстоянии приблизительно 20 километров к северу от города Билгорай, административного центра повета. Абсолютная высота — 258 метров над уровнем моря. К востоку от населённого пункта проходит региональная автодорога 835.

## История
До начала XVI века входил в состав владений рода Горайских. В 1379 году в Горае был образован приход римско-католической церкви. До 1869 года населённый пункт обладал статусом города. В 1847 году имелось 326 домов, каменные костёл и синагога, шесть ярмарок. По состоянию на 1890 год посёлок Горай являлся центром одноимённой гмины в составе Замостского уезда.
В период с 1975 по 1998 годы деревня входила в состав Замойского воеводства.
З 1 января 2021 году населённому пункту присвоен статус городу.

## Население
Демографическая структура по состоянию на 31 марта 2011 года:
|         | Всего | До трудоспособного возраста | Трудоспособного возраста | Старше трудоспособного возраста |
| ------- | ----- | --------------------------- | ------------------------ | ------------------------------- |
| Мужчины | 489   | 91                          | 344                      | 54                              |
| Женщины | 479   | 75                          | 270                      | 134                             |
| Всего   | 968   | 166                         | 614                      | 188                             |

## Достопримечательности
- Костёл святого Апостола Варфоломея, 1779—1782 гг.

## Роль в культуре
В Горае происходит действие первого опубликованного романа Исаака Башевиса Зингера "Сатана в Горае" (1935).